# Lingener Höhe
Die Lingener Höhe ist eine bis etwa 91,7 m ü. NHN hohe Hügellandschaft der Dümmer-Geestniederung im Norddeutschen Tiefland. Sie liegt zwischen Lingen und Freren im niedersächsischen Landkreis Emsland (Deutschland).
Einige Hünengräber zeugen davon, dass die Hügellandschaft schon zu vorgeschichtlicher Zeit besiedelt war.

## Geographie

### Lage
Die bewaldete Lingener Höhe liegt im Emsland zwischen Lingen im Westnordwesten, Langen im Norden, Lengerich im Nordosten, Freren im Ostsüdosten, Messingen im Süden und Bramsche im Südwesten; auf der Nordabdachung befindet sich Thuine und auf der Südabdachung Baccum. Etwas östlich liegt Fürstenau im benachbarten Landkreis Osnabrück. Sie ist in Ost-West-Richtung etwa 14 km lang und in Süd-Nord-Richtung nur wenige Kilometer breit.
Nachbarhöhenzüge der Lingener Höhe sind (mit Maximalhöhen): Südöstlich liegen jenseits der Großen Aa die nordwestlichen Ausläufer des Teutoburger Waldes (446,4 m) im Tecklenburger Land, östlich befinden sich die Fensterberge (73 m) mit der jenseits davon gelegenen Ankumer Höhe (Fürstenauer Berge; 142 m), und nördlich liegt jenseits der Hase der Hümmling (73 m).

### Naturräumliche Zuordnung
Die Lingener Höhe gehört in der naturräumlichen Haupteinheitengruppe Dümmer-Geestniederung (Nr. 58), in der Haupteinheit Lingener Land (586) und in der Untereinheit Backum-Fürstenauer Endmoränenbogen (586.2) zum Naturraum Baccumer Berge (Backumer Berge; 586.22). Die Landschaft leitet nach Osten in die Fürstenauer Berge (Ankumer Höhe; 586.23) über, nach Nordosten in die Wettruper Geestinseln (586.16), nach Nordnordosten in das Dohrener Talsandgebiet (586.14) und nach Norden bis Westen in das Brögberner Talsandgebiet (586.13); die drei zuletzt genannten Naturräume zählen zur Untereinheit Haselünner Becken (586.1). Im Südwesten schließt sich der zur Backum-Fürstenauer Endmoränenbogen gehörende Poller Sand (586.24) an.
Außerdem leitet die Landschaft nach Ostsüdosten in die Setlager Niederungen (581.10) über, der zur Untereinheit Settruper Talsandgebiet (581.1) zählt, sowie nach Südosten in die Frerener Geest (581.01) und nach Süden in das Plantlünner Talsand- und Moränengebiet (581.00), beides Naturräume der Untereinheit Frerener Grundmoränenplatte (581.0); sie alle zählen zur Haupteinheit Plantlünner Sandebene (581).

### Erhebungen
Zu den Erhebungen der Lingener Höhe gehören – sortiert nach Höhe in Meter (m) über Normalhöhennull (NHN):
| - Windmühlenberg (91,7 m) - namenlose Kuppe im Forst Loher Tannen (87 m) - Kippberg (ca. 76 m, Südwestkuppe; ca. 74 m Nordostkuppe) - Queckeberg (ca. 76 m) - Tillberg (ca. 73 m) | - Bramberg (70 m) - Strubben (64) - Wellberg (ca. 63 m) - Kaninchenberg (59 m) - Radberg (56 m) |

### Fließgewässer
Zu den Fließgewässern in und nahe der Lingener Höhe gehören:
- Große Aa, entsteht südlich der Lingener Höhe, passiert diese südlich, östlicher Nebenfluss der Ems
- Ems, passiert die Lingener Höhe im Westen, mündet in Nordsee
- Lingener Mühlenbach, entspringt nördlich der Lingener Höhe, östlicher Nebenfluss der Ems
- Speller Aa, entsteht südsüdwestlich der Lingener Höhe, passiert diese südwestlich, südöstlicher Zufluss der Großen Aa
- Thuiner Mühlenbach, entspringt nahe dem Thuiner Großsteingrab, mündet nahe Talge in den Reitbach, dieser mündet bei Beesten in die Große Aa

### Ortschaften
Zu den an oder in der Lingener Höhe gelegenen Ortschaften gehören:
| - Baccum (innerhalb) - Bramsche (südwestlich) - Freren (ostsüdöstlich) - Fürstenau (etwas östlich) - Langen (nördlich) | - Lengerich (nordöstlich) - Lingen (westnordwestlich) - Messingen (südlich) - Thuine (innerhalb) |

## Geologie
Die Lingener Höhe ist Teil einer Endmoränenstaffel aus dem frühen Vergletscherungsgeschehen der Saaleeiszeit, dem Drenthe I-Stadium. Zu dieser auch als Rehburger Phase bezeichneten Eisrandlage, die auf etwa 230.000 Jahre vor heute datiert werden kann, gehören auch die Ankumer Höhe, die Dammer Berge, der Kellenberg und der Brelinger Berg, allerdings nicht die Rehburger Berge am Steinhuder Meer.

## Verkehr und Wandern
Zu erreichen ist die Lingener Höhe über die Bundesstraßen 402, welche die Hügellandschaft östlich passiert, die 214, die sie in West-Ost-Richtung durchquert, und über die 70, die westlich verläuft, sowie über die von diesen Straßen abzweigenden Landes- und Kreisstraßen. Durch die Hügellandschaft führt etwa in West-Ost-Richtung der Ems-Hase-Hunte-Else-Weg.